# Vie privée (film, 1962)
Pour les articles homonymes, voir Vie privée (film).
Pour plus de détails, voir Fiche technique et Distribution.
Vie privée est un film français réalisé par Louis Malle, sorti en 1962.

## Synopsis

Bardot en Italie, lors du tournage de 1961.

Jill (Brigitte Bardot), jolie jeune femme de la bourgeoisie genevoise, travaille la danse et tombe secrètement amoureuse de Fabio (Marcello Mastroianni), le mari de sa meilleure amie, Carla (Ursula Kubler). Fabio est éditeur, homme de lettres et de théâtre. Pour fuir cet amour impossible, Jill se rend à Paris où de danseuse elle devient top model puis actrice et sex symbol. Harcelée par les paparazzi et le public, adorée puis honnie, elle n'a plus de vie privée. En dépression, elle se réfugie à Genève où elle retrouve Fabio, il tombe amoureux de Jill, ils partagent alors des moments heureux. Fabio monte une pièce au festival de Spolète où elle le rejoint, attirant à nouveau la foule et les journalistes. Traquée, elle ne quitte plus sa chambre. Le soir de la première, elle monte sur le toit du palais pour voir la pièce, un photographe la repère, le flash aveugle Jill qui glisse et tombe du toit. Dans sa chute les traits de son visage apparaissent détendus et presque heureux.

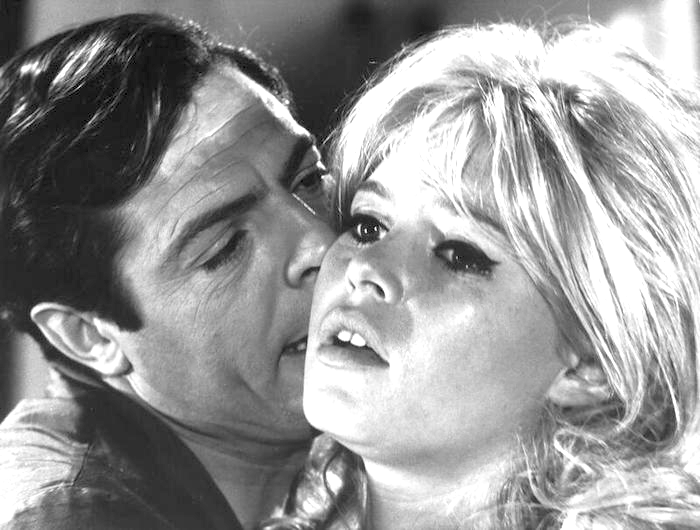
Marcello Mastroianni et Brigitte Bardot sur le tournage en Italie (1961).

## Fiche technique
- Titre : Vie privée
- Réalisation : Louis Malle, assisté de Philippe Collin et Volker Schloendorff
- Scénario : Jean-Paul Rappeneau et Louis Malle / Adaptation : Jean Ferry
- Photographie : Henri Decaë
- Musique : Fiorenzo Carpi, Yánnis Spanós
- Montage : Kenout Peltier
- Son : William-Robert Sivel
- Sociétés de production : Progefi, Cipra, C.C.M.
- Sociétés de distribution : Consortium Pathé et MGM (1962), Warner Bros. et Gaumont (depuis 2022)
- Pays de production :  France /  Italie
- Format : couleur (Eastmancolor) — 1,85:1 — son monophonique

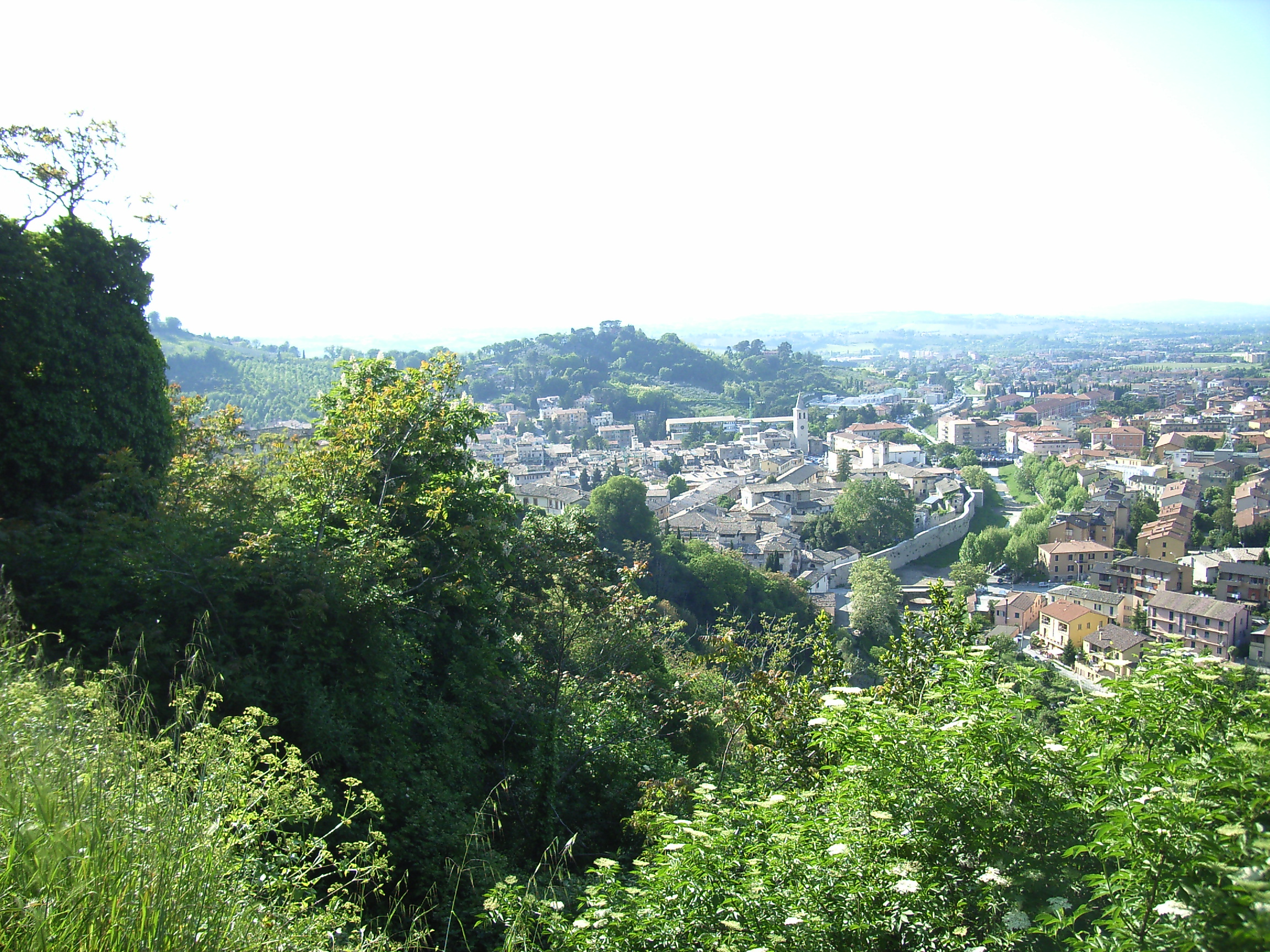
Vue de Spolète, un des lieux de tournage de Vie privée.

- Genre : drame
- Durée : 103 minutes
- Date de sortie :
  - France : 31 janvier 1962

## Distribution
- Brigitte Bardot : Jill
- Marcello Mastroianni (doublé par Jean-Pierre Marielle) : Fabio Rinaldi
- Nicolas Bataille : Edmond
- Dirk Sanders : Dick
- Jacqueline Doyen : Juliette
- Éléonore Hirt : Cécile
- Gloria France : Anna
- Jeanne Allard : la femme de ménage
- Ursula Kubler : Carla
- Gregor von Rezzori : Gricha
- Paul Sorèze : Maxime
- Élie Pressmann : Olivier
- Antoine Roblot : Alain, le photographe
- Dominique Zardi : un admirateur en voiture décapotable
- Nora Ricci
- Michel Duchaussoy (figuration)

## Accueil

### Box-office
Vie privée rassemble 1 879 668 spectateurs en France. un peu en dessous de la moyenne de la filmographie de Brigitte Bardot, et loin de ses records (La Vérité : 5 694 993 spectateurs).

### Critiques
Le public n'adhère d'ailleurs pas vraiment au film : 2,7/5 pour 131 notes sur Allociné et 5,5/10 sur IMDB pour 1 200 notes.
La presse lui est en revanche plutôt favorable (4/5 en moyenne dans Allociné). Si Samuel Lachize est envoûté (« Louis Malle est un virtuose de la plongée, et il revient à la surface, ruisselant et ravi, il nous vient l’envie d’applaudir »), Jean de Baroncelli, tout en reconnaissant « la maîtrise de la mise en scène, fluide, aisée, marquée au coin du goût le plus sûr », reste quant à lui de marbre : « Vie privée m'a déçu. Et la raison de cette déception est simple et brutale : à aucun moment je n'ai été touché, ému, ni même véritablement intéressé par le " mythe " que Louis Malle a voulu créer à partir de la vie " sublimée " de Brigitte Bardot ».